# اکورسهایم
اکورسهایم (به فرانسوی: Eckwersheim) یک کمون در فرانسه با جمعیت ۱٬۴۴۹ نفر است که در Canton of Brumath واقع شده‌است.